# Языки Антигуа и Барбуды
Официальным языком Антигуа и Барбуды является английский, но многие местные жители говорят на антигуанском креольском.

## Основные языки
- Английский язык
- Антигуанский диалект
- Испанский язык

## История
В доколониальный период проживавшие на островах племена карибов говорили на языках карибской группы.  С началом колонизации и массового вывоза из Африки в Америку рабов началось формирование диалекта, который соединял в себе местные, английский и африканские языки. 
Также около 10 000 жителей Антигуа и Барбуды говорят на испанском.